# Rathgar
Rathgar (irisch Ráth Garbh; deutsch: rauhes Ráth) ist ein städtisches Quartier von Dublin.

## Lage
Rathgar liegt etwa 3,5 Kilometer südlich des Stadtzentrums von Dublin und erstreckt sich von der südlichen Grenze, der Dodder, einem Zufluss des Liffey. Es liegt zwischen den Quartieren Harold’s Cross, Rathmines, Dartry und Terenure. Durch Rathgar führt die R114. Westlich bildet die R137 die Grenze des Quartiers, östlich begrenzt es die R820.

## Geschichte
Der Ursprung Rathgars ist ein Klostergut des Konvents von St. Mary de Hogges, der sich historisch an der Stelle des heutigen College Green befand. Nach der Auflösung der Klöster im 16. Jahrhundert wurde hier durch die Segrave-Familie Rathgar Castle errichtet, das bis zum Ende des 18. Jahrhunderts zerfiel und heute nicht einmal mehr als Ruine vorhanden ist. 
Während des Irischen Konföderationskrieges besetzte der Duke of Ormond bei seinem Vormarsch Rathgar.

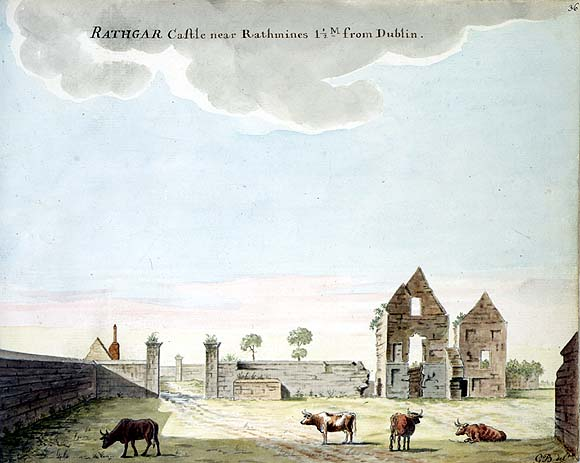
Rathgar Castle (Zeichnung von Gabriel Beranger)

Ab dem 18. Jahrhundert entwickelte sich das Dorf Rathgar. Die Siedlung erstreckte sich entlang der Rathgar Avenue und ab 1753 entlang der Highfield Avenue. 
Die beiden bekannten Kirchen von Rathgar, die presbyterianische Christ Church und die anglikanische Zion Church, entstanden in den 1860er Jahren. Die römisch-katholische Kirche der drei Patrone (Church of The Three Patrons, gemeint: Patrick, Bridget und Columban) wurde etwas später errichtet.

## Infrastruktur
Im Gebiet von Rathgar befinden sich neben den bereits genannten Kirchen der Königreichssaal der Zeugen Jehovas und die Synagoge der jüdischen Gemeinde Knesset Orech Chayim befindet sich an der Leicester Avenue. Die russische Botschaft in Irland liegt an der Orwell Road.
Mit dem St. Luke’s Hospital, das sich auf Krebsbehandlungen spezialisiert hat, und der Lucena Clinic mit einem kinder- und jugendpsychotherapeutischen Angebot liegen zwei landesweit wichtige Kliniken im Gebiet von Rathgar.

## Persönlichkeiten
- James Joyce (1882–1941), Schriftsteller, hier geboren
- Arnold Bax (1883–1953), Komponist, lebte und wirkte von 1911 bis 1914 in Rathgar
- Thomas Francis O’Rahilly (1883–1953), Keltologe und Mittelalterhistoriker
- Ulick O’Connor (1928–2019), Schriftsteller, Historiker
- Mary Lou McDonald (* 1969), Politikerin der Sinn Féin

## Sehenswürdigkeiten

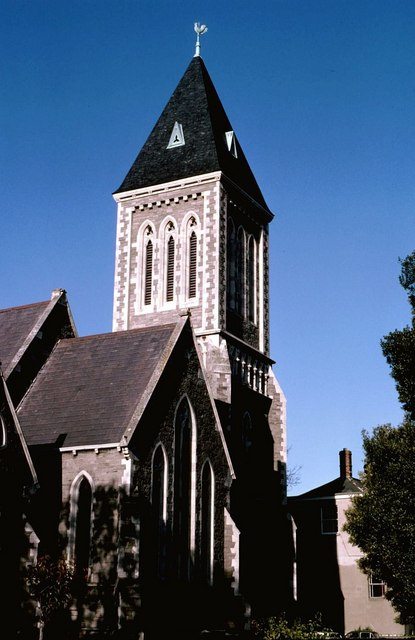
Zion Church
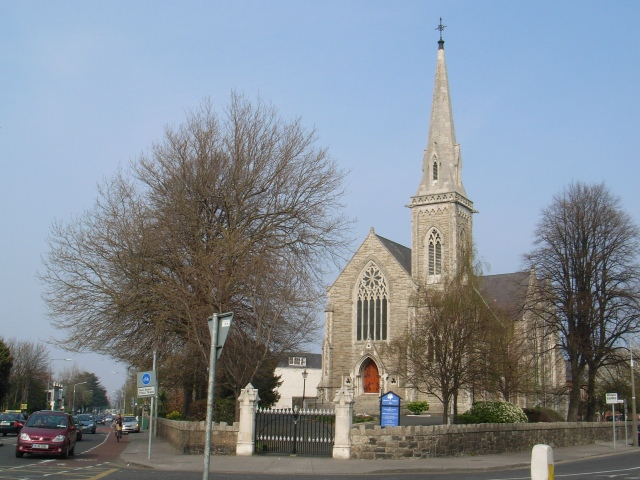
Christ Church

- Zion Church
- Christ Church